# 시마즈 다다유키
시마즈 타다유키 (島津忠敬)는 이마이즈미 시마즈가 12대 당주이다. 10대 당주 시마즈 타다타케의 서자, 어머니는 카와노 미치후미의 딸이다.
안세이 6년 (1859년), 형 타다후유의 사망 후, 가독을 이어받아 이마이즈미가의 당주가 되었다. 분큐 3년 (1863년), 사츠에이 전쟁 때 종군하여 활약했다. 사츠마번주 시마즈 타다요시의 동생에 해당하는 조카사위 시마즈 타다카타가 뒤를 이었다. 이복동생에는 13대 쇼군 도쿠가와 이에사다의 정실인 텐쇼인 (오카츠, 후의 아츠히메)가 있다.
시마즈 히사미츠는 전에는 타다유키(忠教)라는 이름이었으나, 다른 사람이다.

## 관련 작품
- 아츠히메 (2008년, NHK대하드라마, 배우 : 오카다 요시노리)

| 전임 시마즈 타다후유 | 제12대 이마이즈미 시마즈가 당주 1859년~ 1892년 | 후임 시마즈 타다카타 |